# Chubbuck
Chubbuck város az USA Idaho államában, Bannock megyében. Lakosainak száma 15 570 fő (2020. április 1.).

## Népesség
A település népességének változása:

| 2010 | 13 922 |
| 2020 | 15 570 |